# Südvorstadt (Leipzig)
Die Südvorstadt ist ein Ortsteil im Stadtbezirk Süd von Leipzig.
Sie ist wegen ihrer Nähe zum Zentrum, aber auch zu größeren Grünbereichen ein beliebtes Wohngebiet mit Altbausubstanz aus der Gründerzeit. Dass sie insbesondere von jungen Leuten bevorzugt wird, liegt nicht zuletzt an der entlang der Karl-Liebknecht-Straße entwickelten Kneipen-, Kleinkunst- und Alternativszene und der Nähe zur Universität Leipzig.

## Lage

Lage der Südvorstadt (gemäß kommunaler Gebietsgliederung von 1992)

Der Ortsteil Südvorstadt erstreckt sich zwischen dem Zentrum der Stadt und dem Stadtteil Connewitz. Er ist als Verwaltungseinheit bei der kommunalen Gebietsgliederung der Stadt im Jahre 1992 entstanden und deckt sich nicht vollständig mit dem historisch gewachsenen Stadtteil Südvorstadt. Letzterer beginnt bereits unmittelbar südlich des Innenstadtrings (sogenannte Innere Südvorstadt, die von der Stadtverwaltung dem Ortsteil Zentrum-Süd zugeordnet wurde). Der heutige Ortsteil Südvorstadt umfasst jedoch nur die Äußere Südvorstadt, als deren Nordgrenze die Körnerstraße, die Mahlmannstraße und der Rennbahnweg festgelegt wurden (gut 1 Kilometer südlich des Martin-Luther-Rings bzw. 1,7 km südlich des Leipziger Markts).
Die Südgrenze der Südvorstadt – zum benachbarten Ortsteil Connewitz – verläuft entlang der Richard-Lehmann-Straße; hier war bis zur Eingemeindung von Connewitz 1891 auch die Stadtgrenze von Leipzig. Im Osten wird die Südvorstadt von den Gleisen des vom Bayerischen Bahnhof kommenden Zweiges der Bahnstrecke Leipzig–Hof begrenzt; jenseits davon liegt der Ortsteil Zentrum-Südost. Im Westen grenzt sie an die Ausläufer des Leipziger Auwaldes, wobei das Westufer des Elsterflutbetts, der Schleußiger Weg und die Wundtstraße als Ortsteilsgrenze festgelegt wurden. Westlich davon liegt Schleußig bzw. das Connewitzer Holz.
Die Südvorstadt hat – als statistischer Ortsteil – eine Nord-Süd-Ausdehnung von 1,2 km und in Ost-West-Richtung eine solche von 2 km.

## Geschichte

### Bis zur städtischen Erschließung

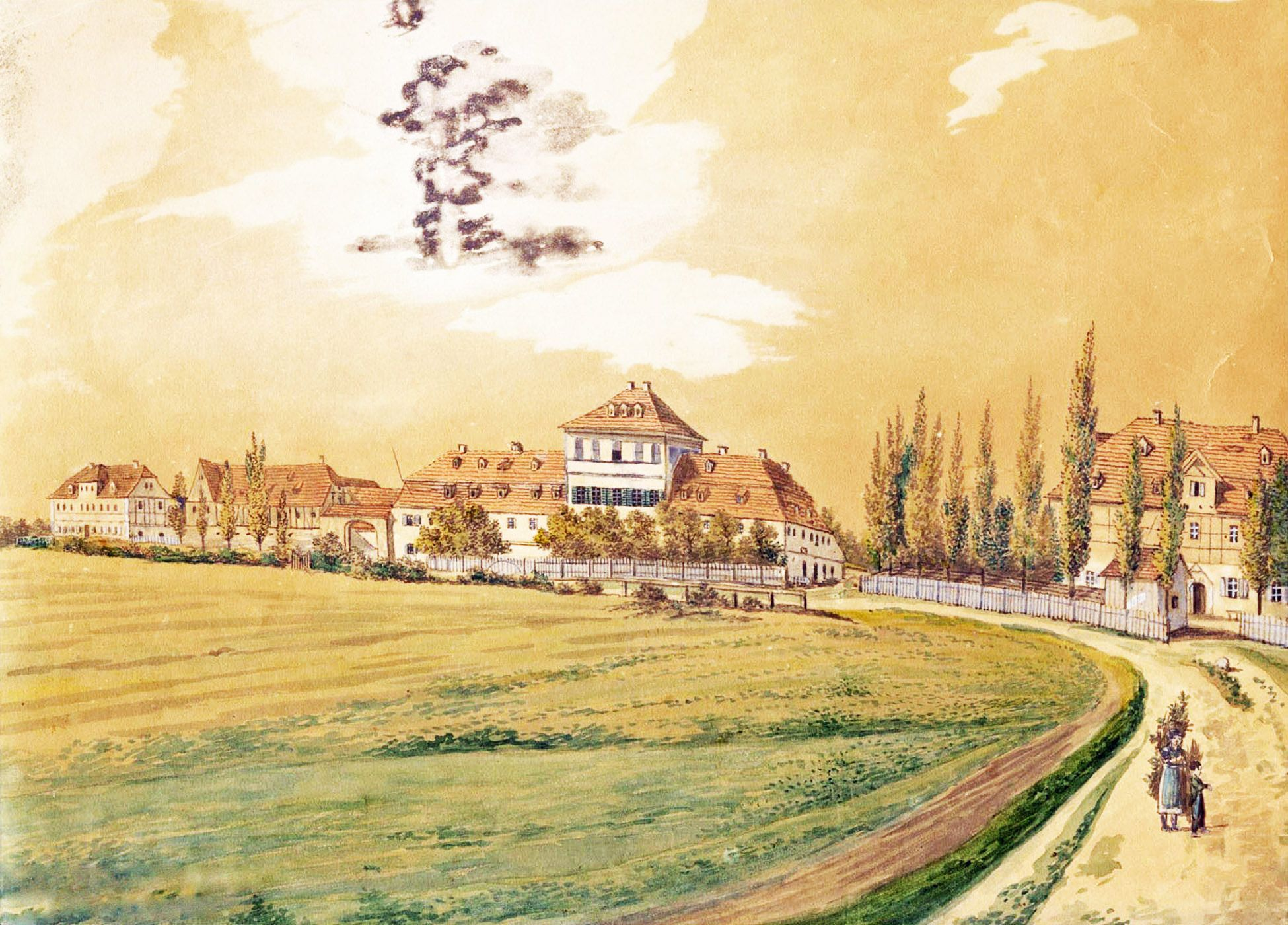
Brandvorwerk (um 1850)

Von einem an der heutigen Arndtstraße aufgefundenen Gräberfeld aus der Eisenzeit abgesehen, begann die Besiedlung des Raumes der Südvorstadt etwa nach dem Jahr 600 mit dem altsorbischen Dorf Lusitz im Bereich der heutigen Alfred-Kästner-Straße, das aber aus unbekannten Gründen im 14. oder 15. Jahrhundert aufgegeben wurde. Die Mühle dieses Dorfes übereignete 1241 Markgraf Heinrich von Meißen den Nonnen des Leipziger St.-Georg-Klosters. Die Mühle verlegten diese zwar 1287 in Stadtnähe (Nonnenmühle), betrieben aber bis 1541 am westlichen Ende der heutigen Schenkendorfstraße ein landwirtschaftliches Vorwerk.
In dem danach von Dr. Peter Rothe geführten Vorwerk kam es 1593 zu einem Streitgespräch zwischen Lutheranern und Calvinisten. Nach dem in Leipzig folgenden Calvinistensturm wurde das Vorwerk niedergebrannt und hieß nach seinem Wiederaufbau nun Brandvorwerk. 1746 ist von einer Ausflugs- und Vergnügungsgaststätte im Brandvorwerk die Rede. 1844 eröffnete in der Nähe des Brandvorwerks an der Grenze der heutigen Südvorstadt die Gaststätte Gosenthal. Sie bestand mit einem späteren Saalanbau – auch unter dem Namen Ballhaus Schubert – bis 1904.

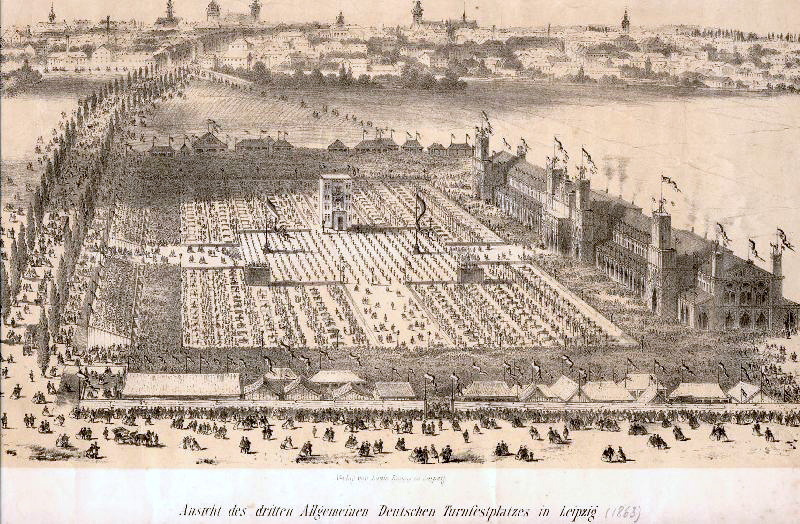
Festplatz an der Connewitzer Chaussee zum Turnfest 1863

Bis über die Mitte des 19. Jahrhunderts war der überwiegende Bereich der heutigen Südvorstadt Feldflur, über die die Connewitzer Chaussee verlief. An ihr wurde 1863 der große Festplatz zum 3. Allgemeinen Deutschen Turnfest in Leipzig angelegt, an dem vom 1. bis 5. August 20.000 Turner teilnahmen.

### Städtische Bebauung

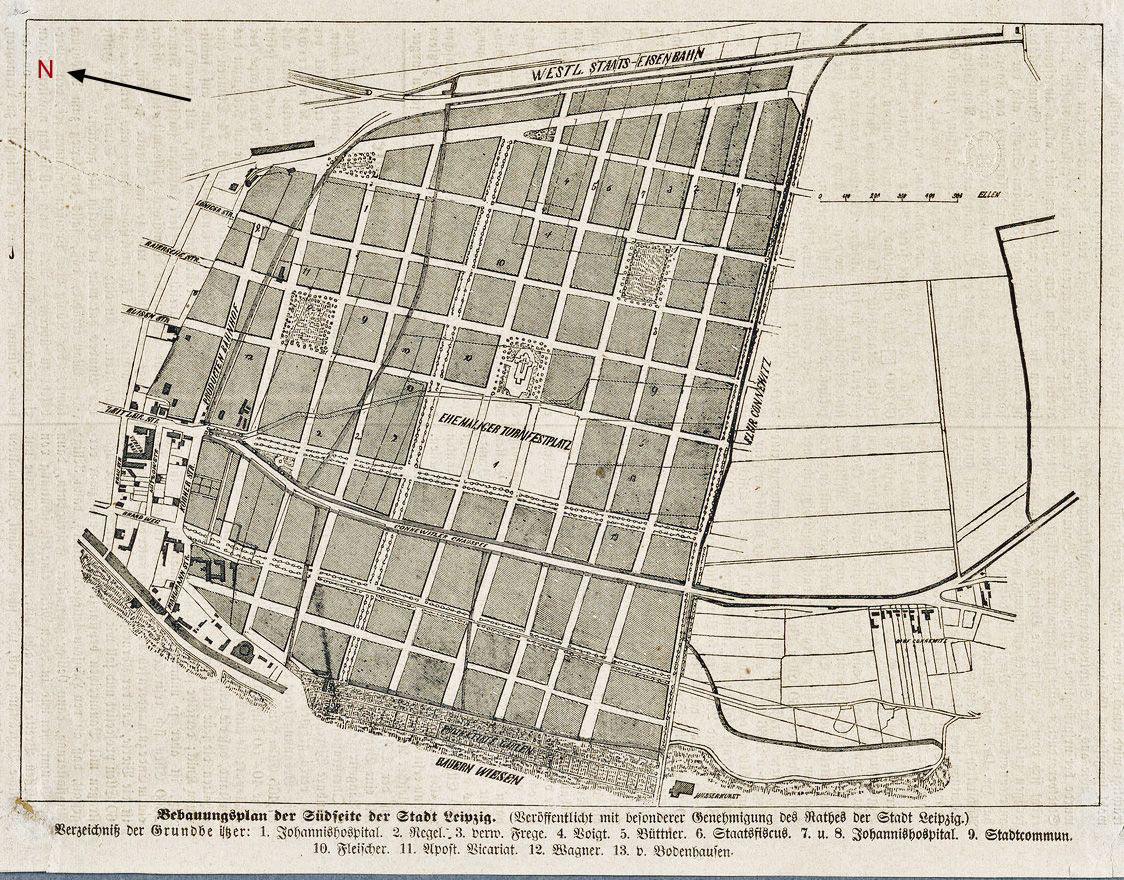
Bebauungsplan von 1864

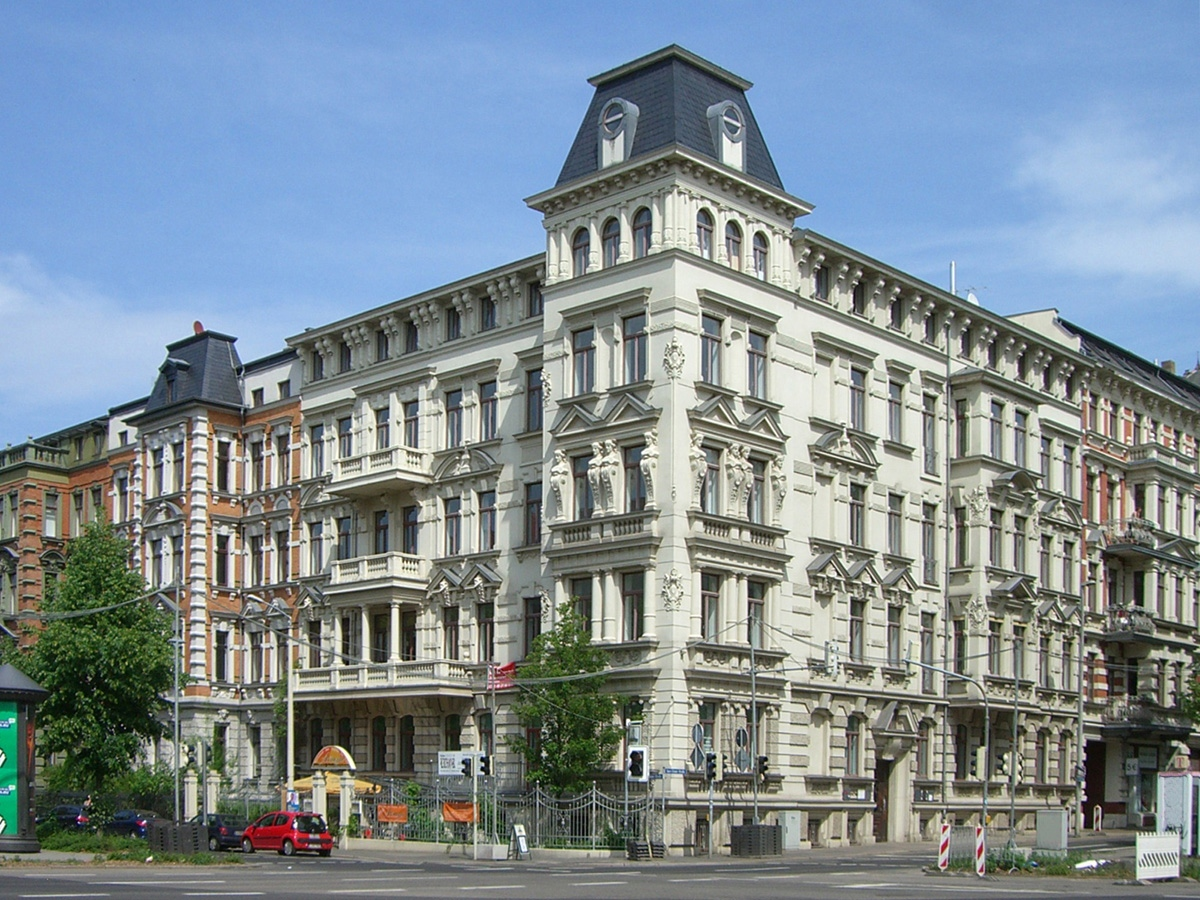
Gründerzeithäuser an der Kreuzung Kurt-Eisner-/August-Bebel-Straße

Für die zu erwartende Erweiterung der Stadt Leipzig wurde 1864 vom Rat der Stadt der „Allgemeine Bebauungsplan für die Südseite der Stadt“ verabschiedet, der den gesamten Bereich der heutigen Südvorstadt umfasste und die Anlage von schachbrettartigen Bebauungsblöcken zwischen zum Teil großzügig angelegten rechtwinklig zueinander verlaufenden Straßen vorsah. Einzig die Connewitzer Chaussee behielt als heutige Kochstraße ihren gekrümmten Verlauf. Es wurden einige von Bauten freizuhaltende Schmuckplätze vorgesehen, die in ihrer Konzipierung zum Teil auch heute noch vorhanden sind.
In den 1870er-Jahren begann die Bebauung von Norden her und dauerte bis in die 1920er-Jahre, so dass neben dem historisierenden Baustil der Gründerjahre auch zahlreiche Bauten des Jugendstils und des Art déco anzutreffen sind. Die Häuser des nördlichen Bereichs der Südvorstadt sind in geschlossener Blockrandbauweise mit Innenhof errichtet, wobei die Höfe weitere Wohngebäude aber auch Gebäude für Handwerksbetriebe enthielten. Die sächsische Bauordnung war einzuhalten. Das heißt zum Beispiel, dass die Häuser nicht höher sein durften, als die Straßen breit waren. Durch neue Bauvorschriften von 1889 konnten die südlichen Teile der Südvorstadt zum Teil in offener Bauweise gestaltet werden, d. h. mit Einzel- oder Doppelhäusern mit Abständen von fünf bzw. zehn Metern zwischen den Häusern.

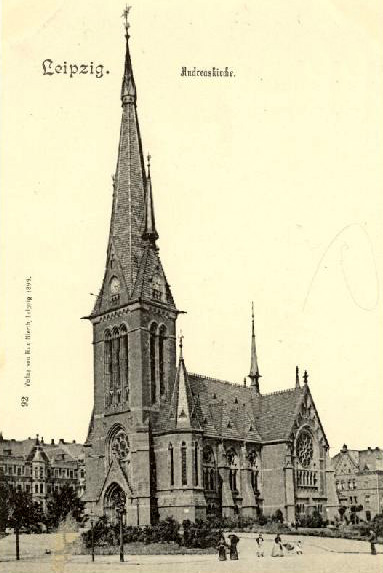
Andreaskirche (1899)

1878 erfolgte die Verlegung des städtischen Kohlebahnhofs an den Rand zwischen Staatseisenbahn zum Bayerischen Bahnhof und Südvorstadt. Südlich davon, ebenfalls an der Eisenbahn gelegen, entstand 1886–1888 nach Plänen von Stadtbaurat Hugo Licht der Städtische Vieh- und Schlachthof. 1890–1893 wurde als zentraler Kirchenbau des Stadtviertels auf dem ehemaligen Turnfestgelände nach Plänen des Architekten Georg Weidenbach die neugotische Andreaskirche errichtet. Die Andreaskirche wurde im Zweiten Weltkrieg zerstört und 1958 ihre Ruine gesprengt.
Zwischen 1876 und 1896 wurden in der Südvorstadt drei Schulen und eine Lehrerbildungsanstalt gebaut. In der Elisenstraße (heute Bernhard-Göring-Straße) entstand 1906 das Königliche Landgericht. Wegen teilweiser Zerstörung im Zweiten Weltkrieg wurde seine Dachgestaltung verändert. Heute beherbergt das Gebäude das Amtsgericht Leipzig.

### Entwicklung nach 1945
Bei den Luftangriffen auf Leipzig im Zweiten Weltkrieg entstanden vor allem im östlichen Teil der Südvorstadt schwere Schäden. Diese wurden bis in die 1960er-Jahre durch 4-stöckige Neubaublöcke zu großen Teilen behoben. Für die beiden zerstörten Schulen an der Bernhardt-Göring-Straße entstand weiter südlich eine neue, ebenfalls in Großblockbauweise.

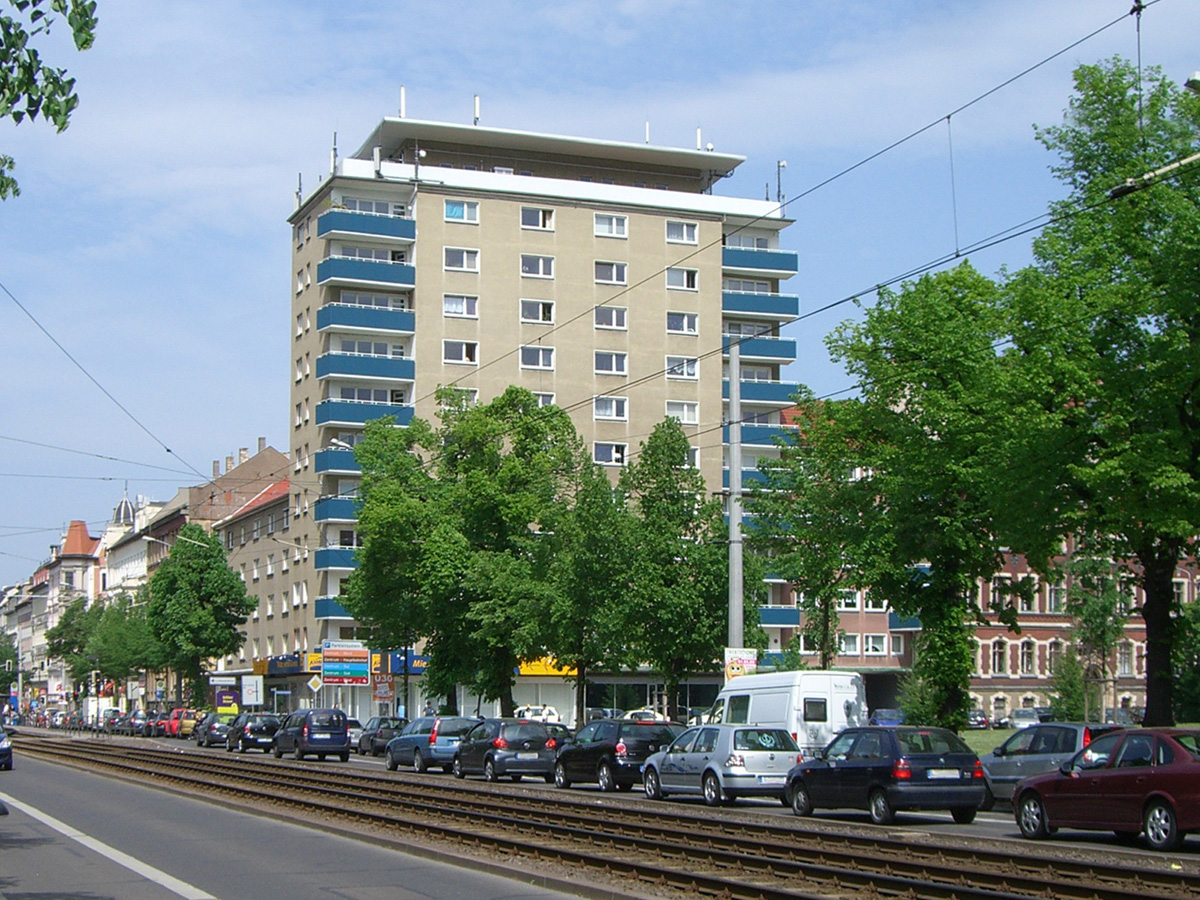
Hochhaus an der Karl-Liebknecht-Straße

Obwohl in Hofbereichen neben Handwerksbetrieben auch zahlreiche Industriefirmen existierten, die im Laufe der Verstaatlichung der Wirtschaft in der DDR zumeist enteignet wurden, war die 1922 gegründete Fabrik für Werkstoffprüfmaschinen Louis Schopper an der Bayerischen Straße (Arthur-Hoffmann-Straße) die einzige mit einem größeren Betriebsgelände. Sie wurde 1945 in die Sowjetische Aktiengesellschaft „Awtowelo“ überführt. 1952 baute „Awtowelo“ auf ihrem Firmengelände entlang der Alfred-Kästner-Straße eine Kranbahnhalle in relativ moderner Architektur. Später wurde aus „Awtowelo“ der VEB Werkstoffprüfmaschinen Leipzig.
Nachdem 1958 mit dem Abriss der Andreaskirchenruine an der Karl-Liebknecht-Straße eine städtebauliche Dominante verloren gegangen war, wurde von 1961 bis 1964 an der benachbarten Ecke ein 12-stöckiges Hochhaus als neue Dominante errichtet und der ehemalige Platz der Kirche als Grünfläche gestaltet.
Insgesamt ist in der Zeit zwischen 1945 und 1990, wie für die gesamte Stadt, auch für die Südvorstadt ein kontinuierlicher Verfall der Altbausubstanz zu konstatieren.

### Seit 1990

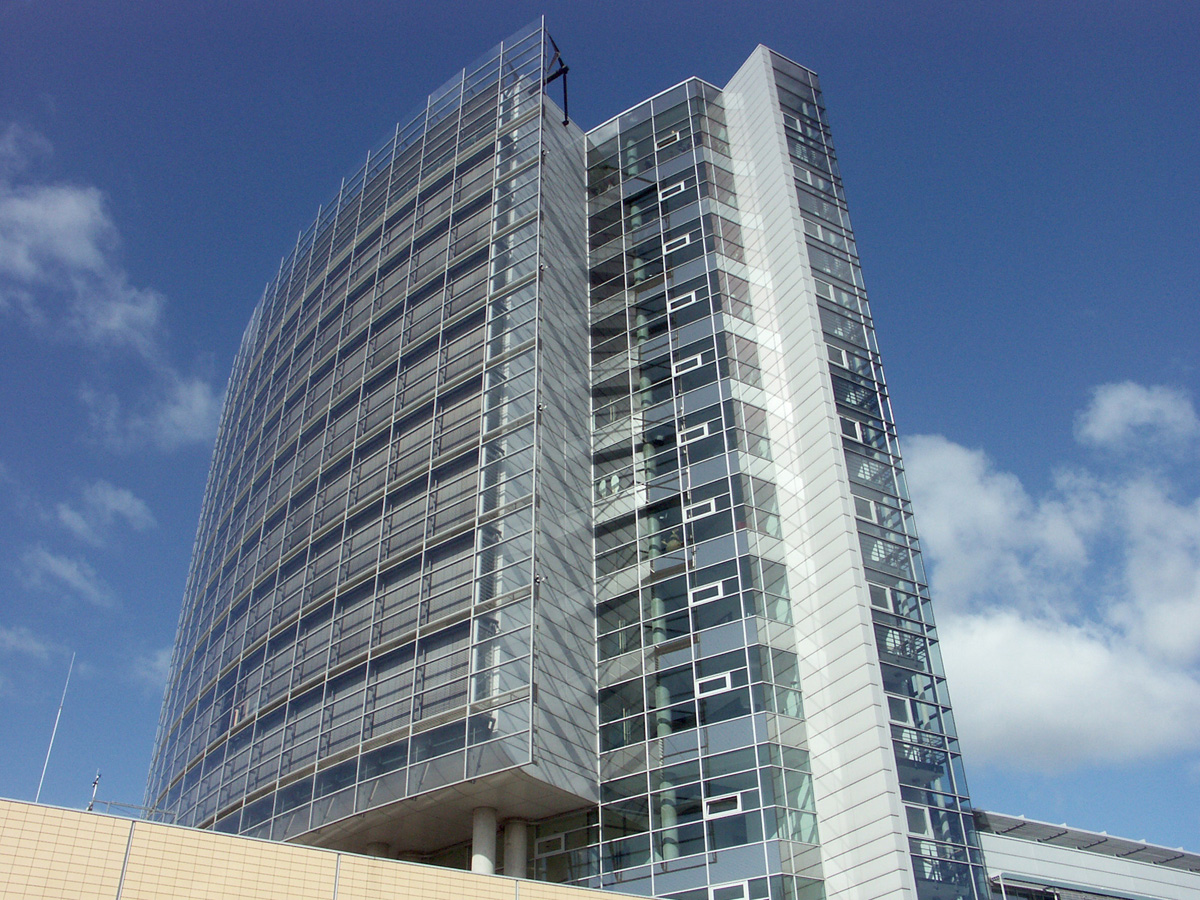
Hochhaus des MDR

Wie in vielen Leipziger Altbauvierteln war die Bevölkerungszahl Anfang der 1990er-Jahre stark rückläufig: zwischen 1991 und 1997 verlor die Südvorstadt rund 30 % ihrer Einwohner. In dieser Zeit begann jedoch die Sanierung der Altbausubstanz. Inzwischen gehört die Südvorstadt zu den am besten sanierten Stadtbereichen in Leipzig. Es wurden auch einzelne Wohnneubauten geschaffen. Ein größeres Objekt dieser Art ist die City-Residenz am Albrecht-Dürer-Platz. In stillgelegten Betriebsgebäuden (z. B. Werkstoffprüfmaschinen, Kunstanstalt Max Breslauer) entstanden Lofts.
Von 1997 bis 1999 wurde auf dem Gelände des stillgelegten Schlachthofs die Sendezentrale des Mitteldeutschen Rundfunks (MDR) errichtet. Mittelpunkt ist das kreissegmentförmige 14-stöckige Bürohochhaus mit Glasfassade. Dieses ist an der Basis von einem vierstöckigen rechteckigen Bau für die Produktionsräume umgeben. Weitere Büro- und Technik-Einheiten sowohl in Neubauten als auch in einigen in gelber Klinkerbauweise erhaltenen ehemaligen Schlachthofbauten komplettieren die Anlage. In den Folgejahren wurde nördlich des MDR-Geländes, ebenfalls noch auf ehemaligem Schlachthofgelände, die Media City Leipzig gebaut. Das ist quasi ein Gewerbegebiet für die Medienbranche mit Bürogebäuden, Ateliers und Werkstätten. Etwa 70 Unternehmen der verschiedensten Größe sind hier tätig, wobei viele direkt dem MDR zuarbeiten. Auch die Fernsehserie In aller Freundschaft wird hier produziert.
An der Karl-Liebknecht-Straße entstand eine Filiale der Bundesbank mit einem turmartigen Gebäudeteil. Vier Vasen auf hohen Säulen symbolisieren die verschiedenen Münzmetalle.
Die Südvorstadt gehört seit Beginn des 21. Jahrhunderts zu den begehrtesten Wohnlagen von Leipzig und gilt als Beispiel für Gentrifizierung. Seit 1997 ist die Bevölkerungszahl stetig gestiegen.

## Bevölkerung
| Jahr | Einwohner |
| ---- | --------- |
| 2000 | 16.909    |
| 2005 | 19.920    |
| 2010 | 22.470    |
| 2015 | 24.847    |
| 2020 | 26.255    |
| 2024 | 26.708    |

Stand: 31. Dezember des jeweiligen Jahres
Die Bevölkerungsstruktur hebt sich in mehreren Punkten vom Leipziger Durchschnitt ab (Stand: 2017). So ist das Durchschnittsalter der Südvorstädter mit 36,5 Jahren recht niedrig, die Altersgruppe der 25- bis 40-Jährigen ist überproportional vertreten und stellt 37,2 % der Bevölkerung. Auch gibt es überdurchschnittlich viele Kinder. Der Anteil der Senioren (über 65 Jahre) ist hingegen mit 11,4 % gering. Es gibt einen hohen Akademikeranteil: 70 % der Bewohner haben Abitur, 52 % einen Universitäts- oder Hochschulabschluss, 12 % einen Fachhochschulabschluss. Das Nettoeinkommen liegt mit 1.765 Euro pro Person bzw. 2.457 Euro pro Haushalt deutlich über dem Median der Stadt Leipzig. Nur 1 % der Haushalte lebt überwiegend von Arbeitslosenbezügen. Eher gering sind die PKW-Quote mit 284 Privatfahrzeugen je 1000 Einwohner sowie die Kriminalitätsrate mit 96 registrierten Straftaten pro 1000 Einwohner.

## Politik
Bei den Wahlen zum Sächsischen Landtag gehört der Ortsteil Südvorstadt zum Wahlkreis Leipzig 4, bei Bundestagswahlen zum Bundestagswahlkreis Leipzig II (Wahlkreis 152).
Die Bundestagswahl 2025 führte bei einer Wahlbeteiligung von 90,5 % (der dritthöchsten in Leipzig auf Ortsteilebene) zu folgendem Zweitstimmenergebnis:
| Partei    | Südvorstadt | Stadt Leipzig |
| --------- | ----------- | ------------- |
| Die Linke | 32,0 %      | 22,5 %        |
| AfD       | 08,5 %      | 21,9 %        |
| CDU       | 11,1 %      | 16,6 %        |
| Grüne     | 25,5 %      | 13,6 %        |
| SPD       | 11,4 %      | 10,7 %        |
| BSW       | 05,6 %      | 07,4 %        |
| FDP       | 02,5 %      | 03,2 %        |
| Sonstige  | 03,4 %      | 04,3 %        |

Das Wahlverhalten in Südvorstadt unterscheidet sich signifikant von den Durchschnittswerten der Stadt. Die Wahlbeteiligung ist höher. Die Grünen haben hier eine Hochburg, die AfD schneidet dagegen schwach ab.

## Sehenswürdigkeiten und Kultur

### Sehenswürdigkeiten

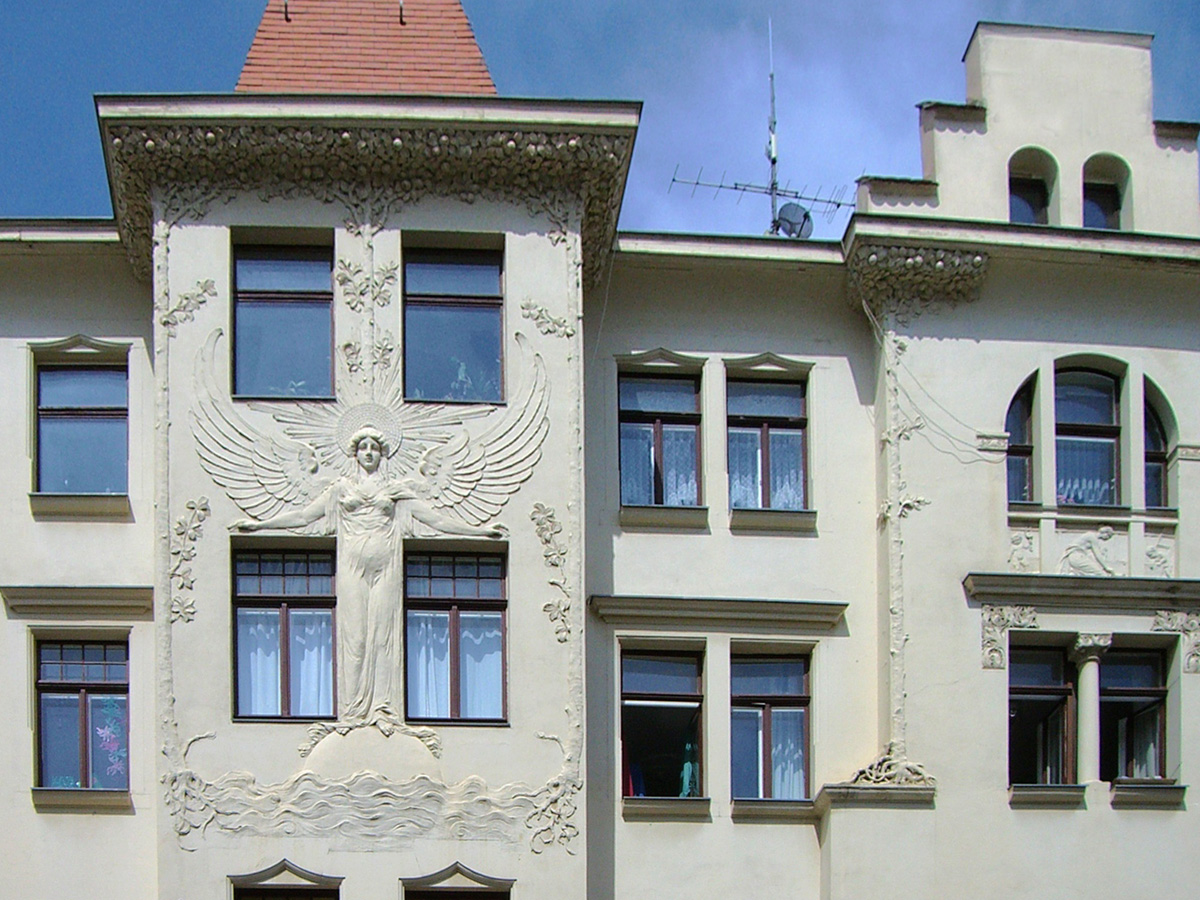
Jugendstilfassade in der Arndtstraße
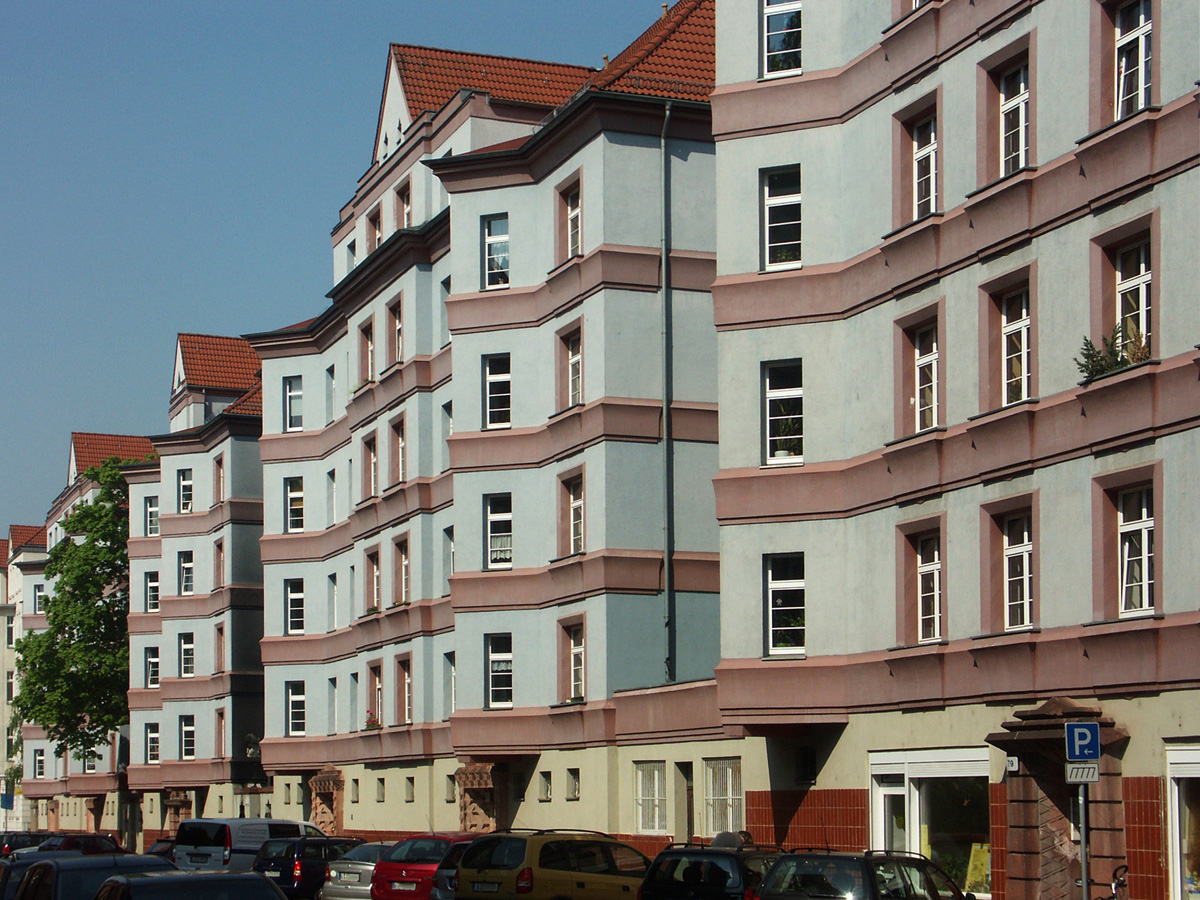
Art déco-Wohnblock in der Steinstraße
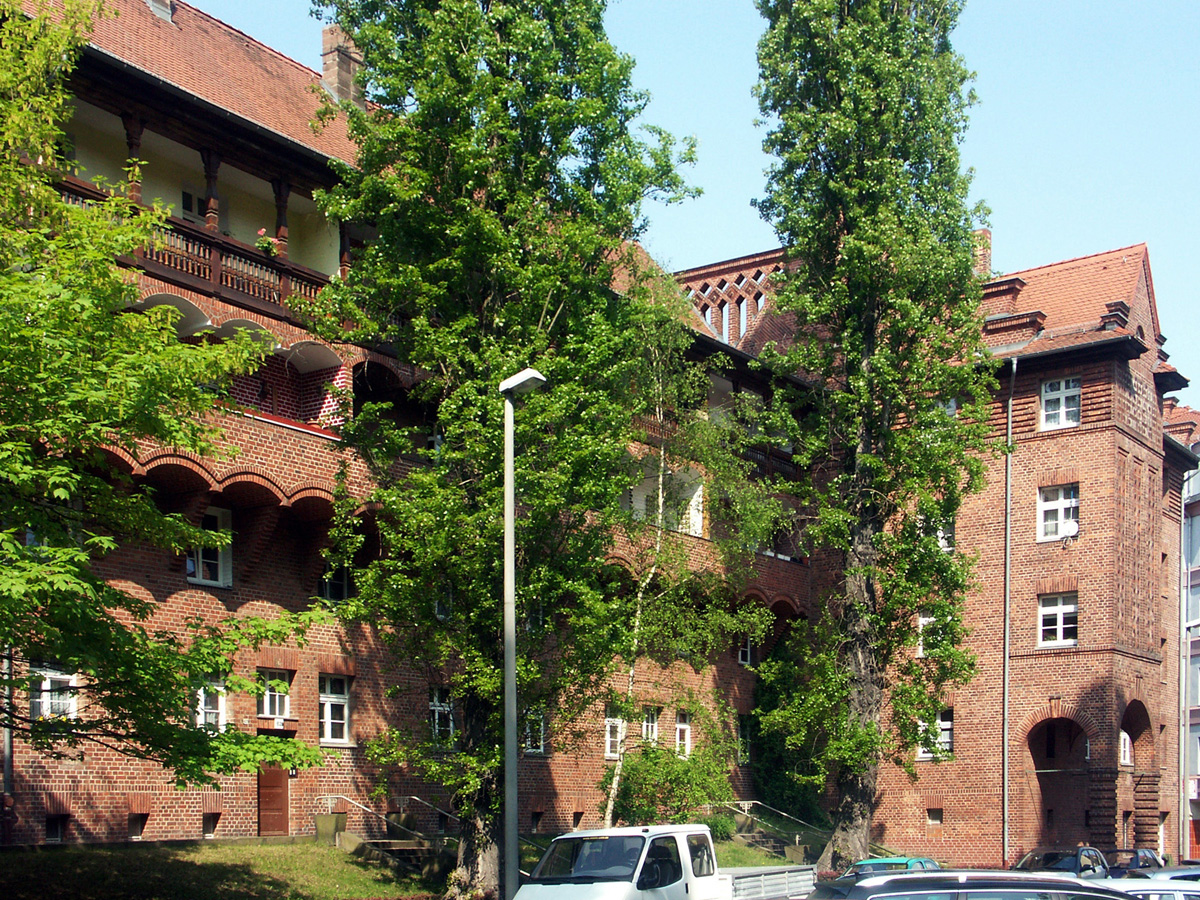
Lößniger Straße (Architekt Carl James Bühring)
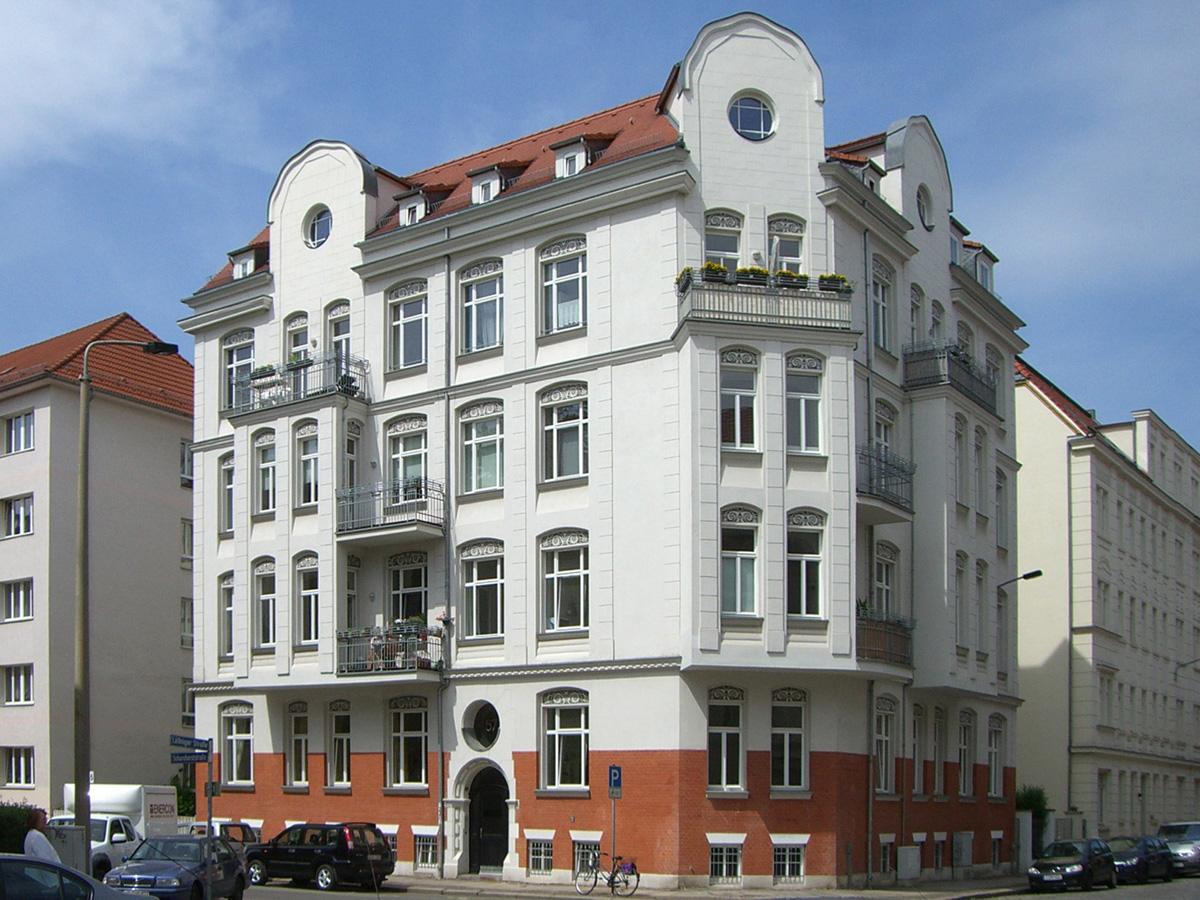
Wohnhaus Lößniger Ecke Scharnhorststraße
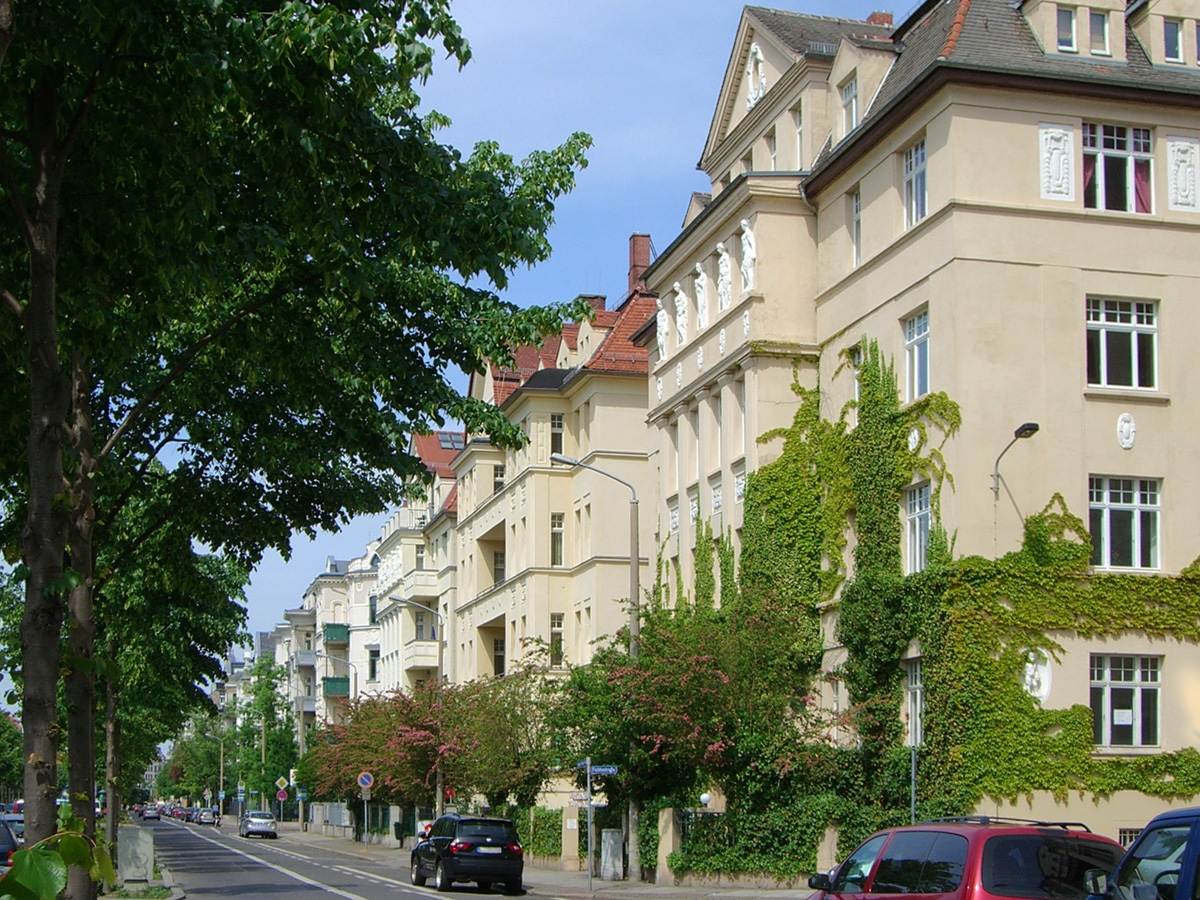
August-Bebel-Straße
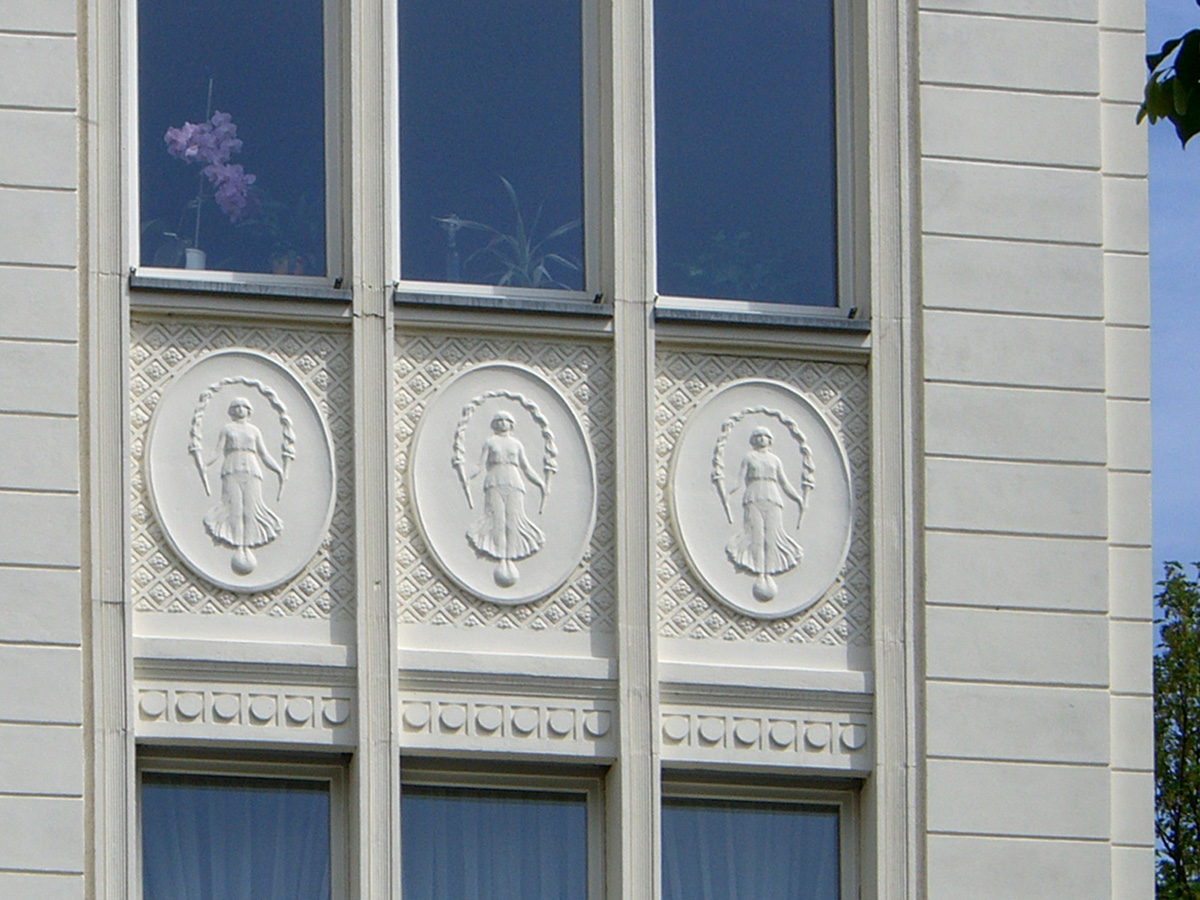
Fassadendetail in der August-Bebel-Straße
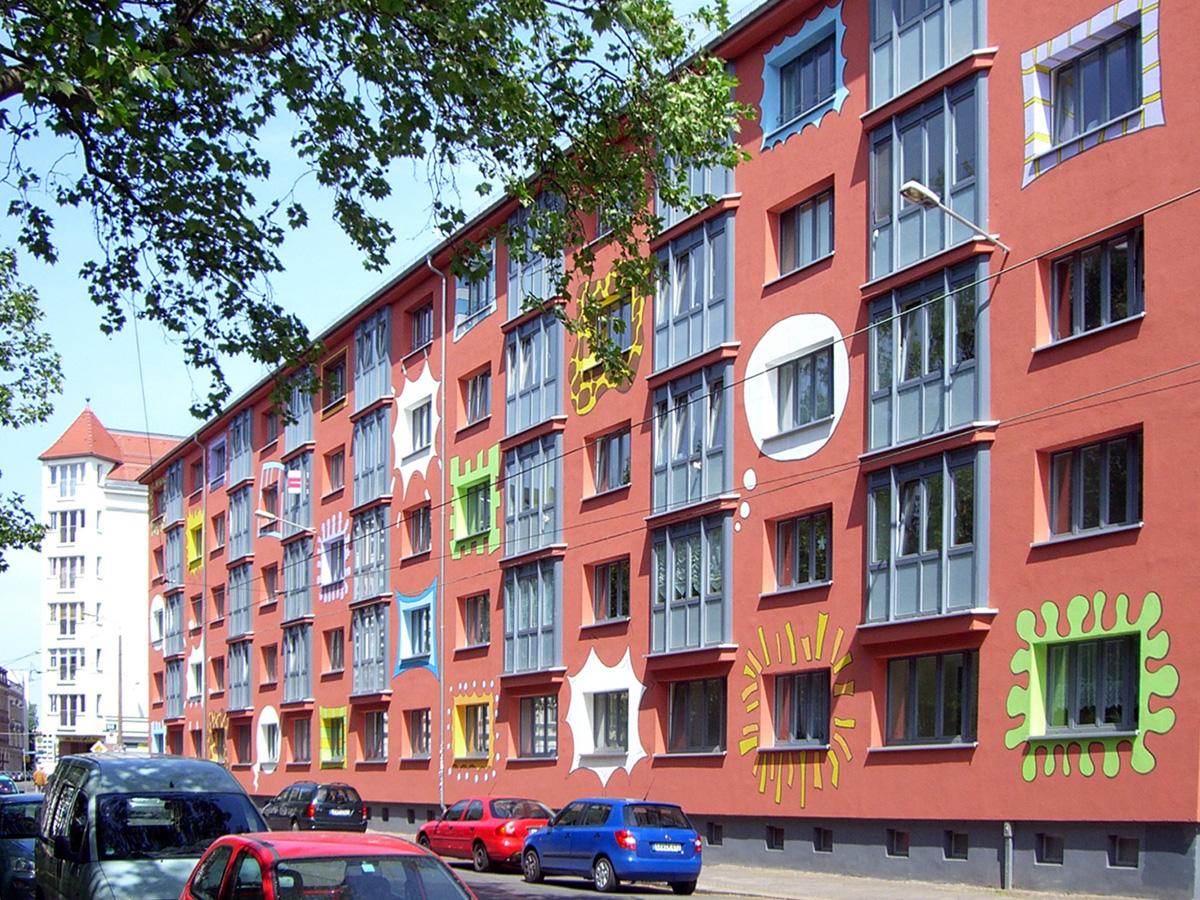
Sanierter DDR-Neubau Arthur-Hoffmann-Straße

### Kultur und Freizeit

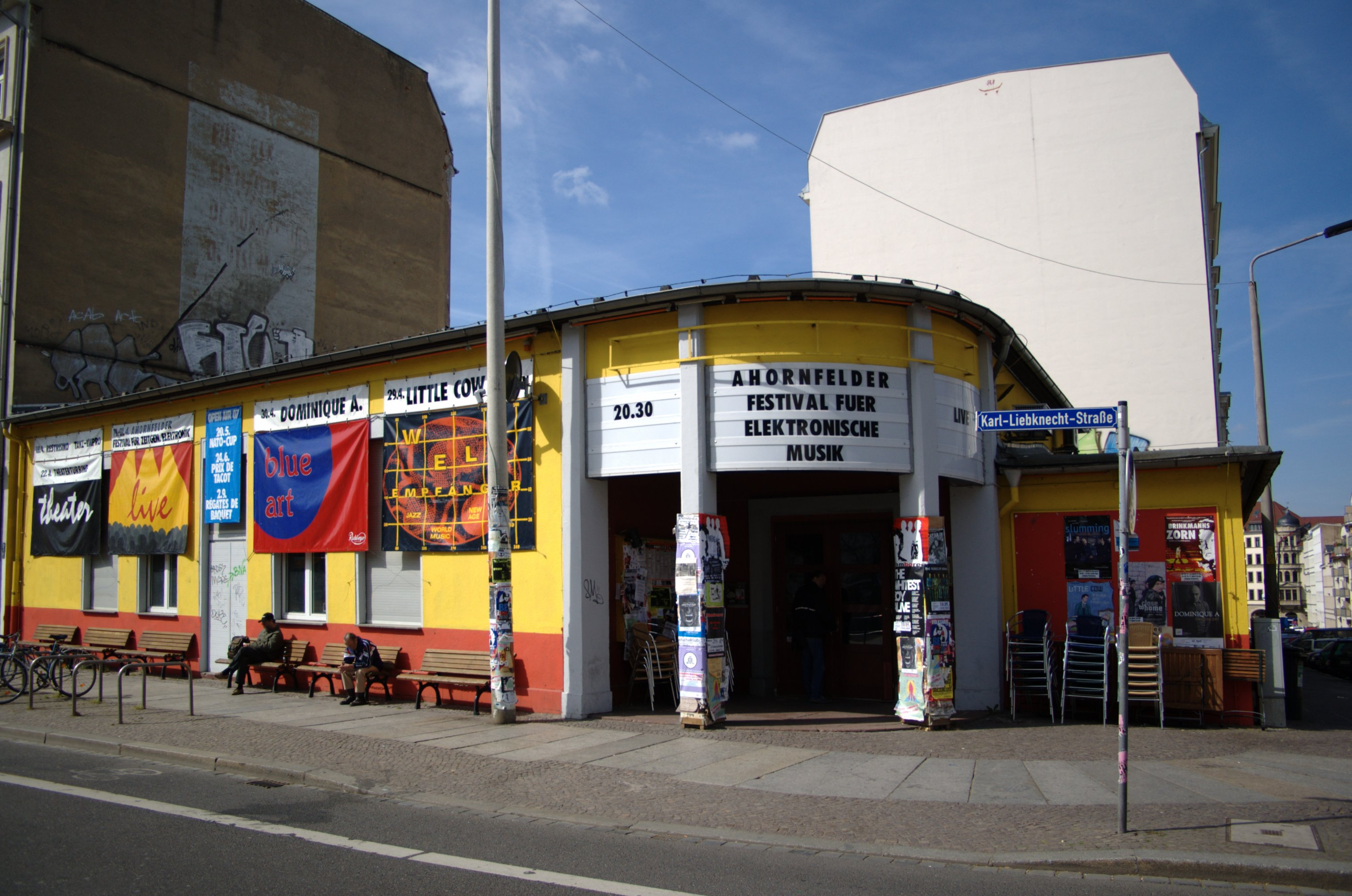
Eingang der naTo

Die Karl-Liebknecht-Straße mit ihren zahlreichen Gaststätten, Kneipen und Straßencafés sowie kleinen Läden ist ein beliebter Ort zum Bummeln und Entspannen. Da ein breites Themenspektrum abgedeckt wird, nennen manche diesen Bereich der Südvorstadt auch ein Szeneviertel.
Ebenfalls vielseitig sind die Angebote der naTo (zur DDR-Zeit „Kulturhaus der Nationalen Front“). Konzerte, Programmkino, Literaturlesungen, Theatervorstellungen und Veranstaltungen zu politischen Themen gehören zu den Offerten der vom Verein Kultur- und Kommunikationszentrum naTo e. V. betriebenen Kultureinrichtung. Spezieller ist die Distillery. Sie ist der älteste Techno-Club Ostdeutschlands und gilt als einer der fünfzehn bekanntesten und einflussreichsten Techno-Clubs Deutschlands. Im „Haus Steinstraße“ bemüht sich der „Haus Steinstraße e. V. – Verein für Kultur, Bildung und Kontakte“ um kulturpädagogische Angebote für Kinder und Jugendliche in den Werkstätten Theater, Tanz, Musik, Malerei, Grafik, Buchdruck, Keramik, Neue Medien, Erfinden und Bauen. Das Haus beherbergt auch das DachTheater Leipzig, eine Bühne für Kinder und jugendliche Schauspielamateure. Profis beherrschen dagegen die Veranstaltungen mit Zuschauerbeteiligung wie „Riverboat“ oder „Sonntag!“ in den Studios der Media City.

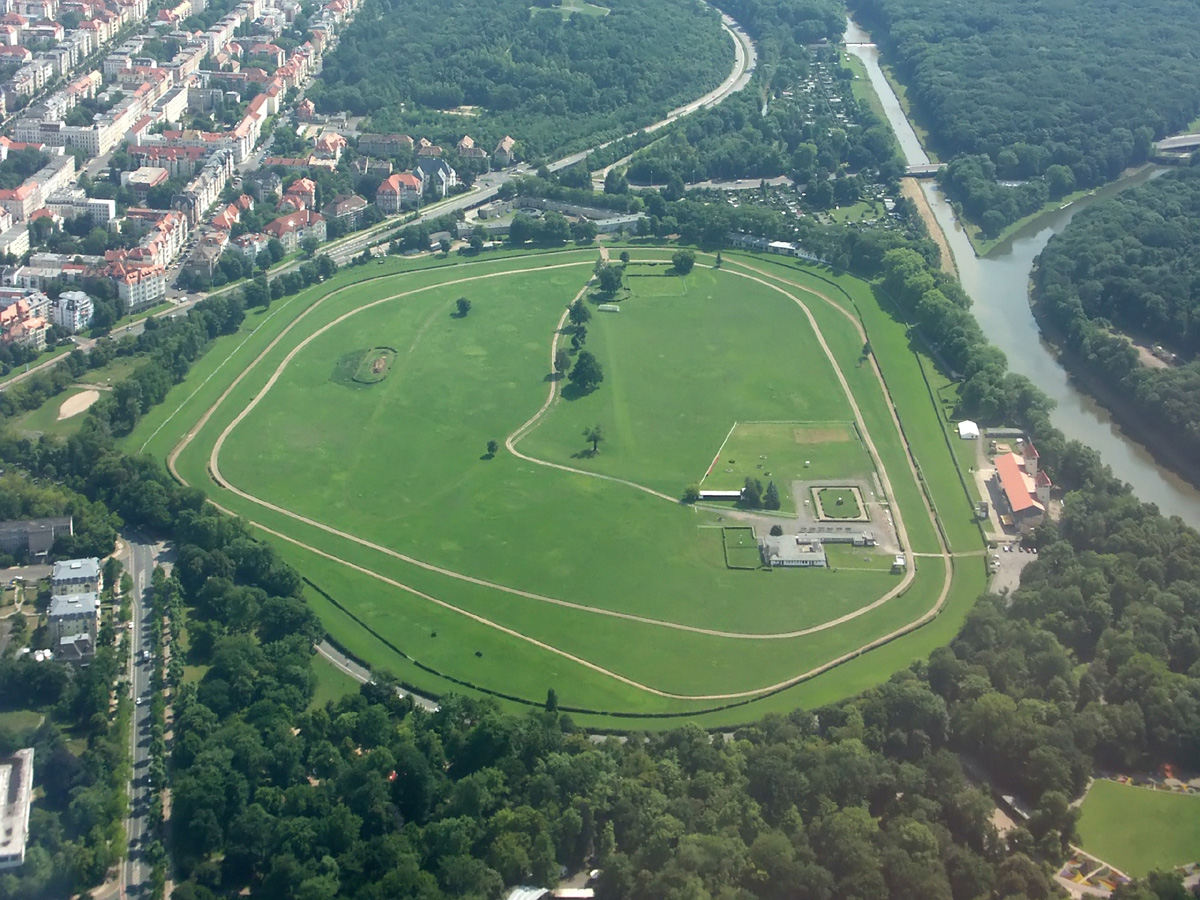
Galopprennbahn Scheibenholz

Die traditionsreiche Galopprennbahn Scheibenholz bildet den Übergang zu Park und Auenwald. Sie war die vierte in Deutschland begründete, veranstaltet aber heute nur noch wenige Renntage, lediglich vier im Jahr 2009.
Der ebenfalls zur Südvorstadt gehörende Fockeberg, der aus Kriegstrümmern der Stadt aufgeschüttet wurde aber inzwischen bewaldet ist, bietet einen Blick über die gesamte Stadt und ist ein beliebter Erholungsort. Auf seinem Gelände werden sportliche (Fockeberglauf) und andere Wettbewerbe (Seifenkistenrennen) ausgetragen.
Südlich der Galopprennbahn liegt die 1874 gegründete Kleingartensparte „Südvorstadt“. Es handelt sich hierbei um die zweitälteste Schrebergartenanlage Leipzigs.

## Verkehr

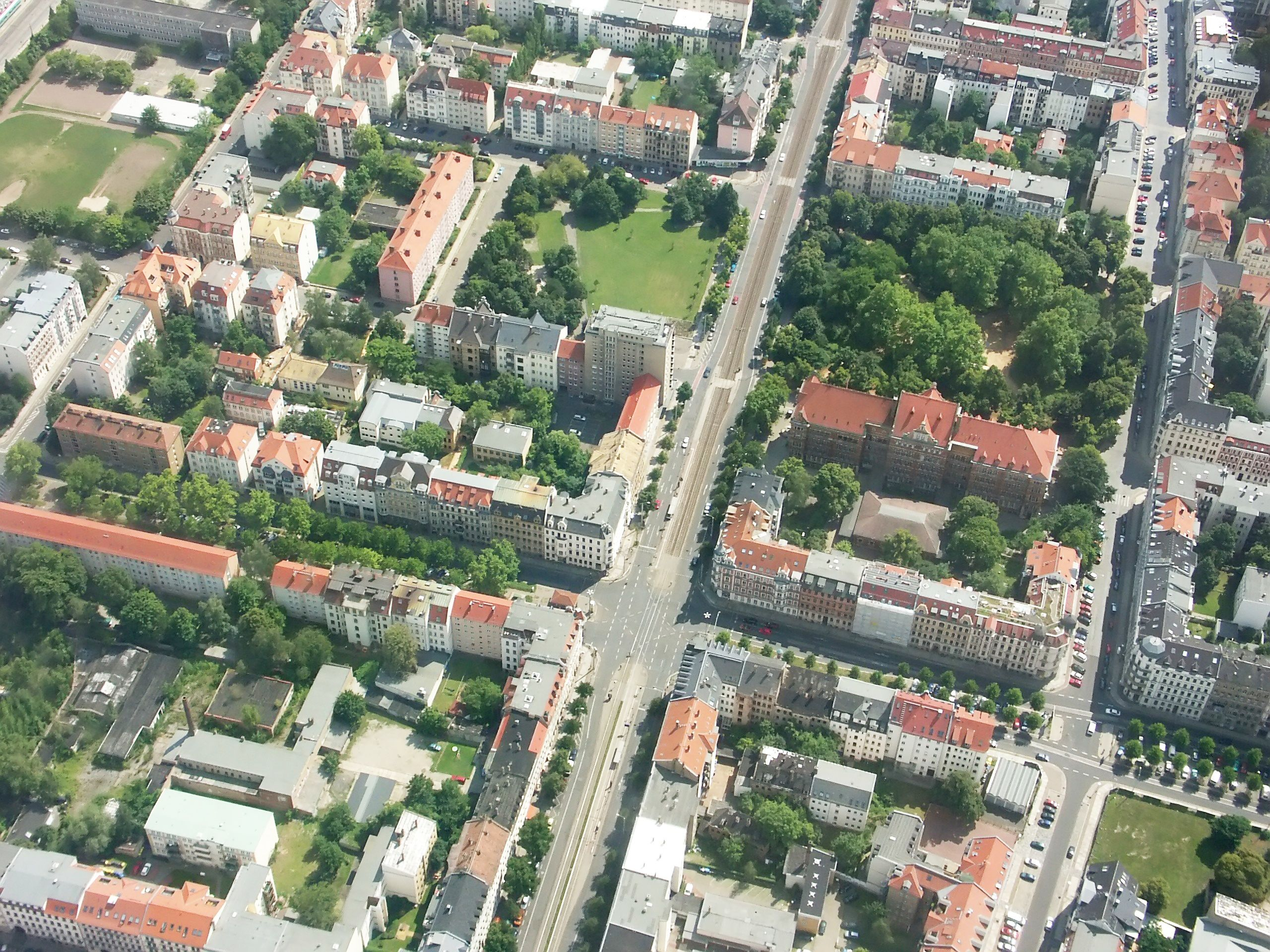
Kreuzung Kurt-Eisner-/Karl-Liebknecht-Straße

Die Hauptverkehrsstraßen in der Südvorstadt sind in Nord-Süd-Richtung die als Promenade geltende Karl-Liebknecht-Straße (früher Süd- bzw. Adolf-Hitler-Straße), die Arthur-Hoffmann-Straße (früher Bayrische Straße), die als Allee angelegte August-Bebel-Straße (früher Kaiser-Wilhelm-Straße) mit zahlreichen Repräsentativbauten und die Wundtstraße als vierspuriger Anschluss an die B 2. In Ost-West-Richtung verlaufen an der Südgrenze die Richard-Lehmann-Straße (= B 2, früher Kaiserin-Augusta-Straße) und in Ortsteilmitte die Kurt-Eisner-Straße (früher Kronprinz-Straße), die durch ihren Anschluss an die südöstlichen Stadtteile über die 2009 bis 2010 gebaute Semmelweisbrücke eine wesentliche Ost-West-Achse für die gesamte Stadt geworden ist.
Durch die Südvorstadt verkehren die Straßenbahnlinien 9, 10 und 11 sowie die Buslinien 60, 70, 74 und 89.
Alle den City-Tunnel der S-Bahn Mitteldeutschland querenden Linien (S 1 – S 6) halten an der Station „Leipzig MDR“ am östlichen Rand des Gemarkungsgebietes (Zugang Semmelweisstraße).
Verkehrshistorische Bedeutung besitzt die Kochstraße. Sie war der alte Verbindungsweg von Leipzig nach Connewitz, der auch als Connewitzer Chaussee bezeichnet wurde. Sie war früher ein Teil der mittelalterlichen Handelsstraße Via Imperii. Durch sie fuhr auch ab 1872 die Leipziger Pferdebahn nach Connewitz.

## Schulen
- Kurt-Masur-Schule (Grundschule)[7]

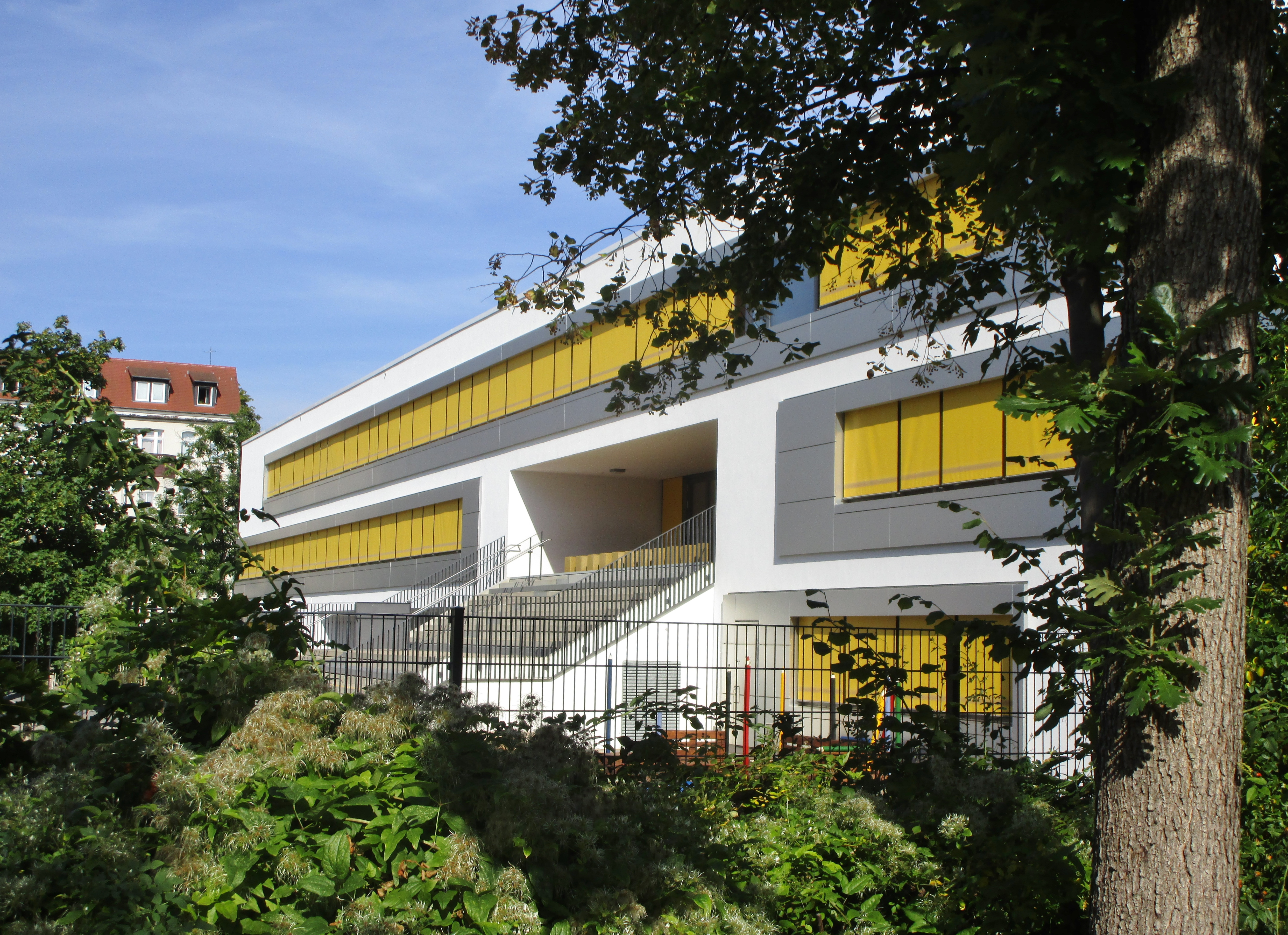
Kurt-Masur-Schule

- Schule Bernhard-Göring-Straße (Grundschule)
- Immanuel-Kant-Schule (Gymnasium)
- Freie Oberschule Leipzig (in freier Trägerschaft)